# Lecrín
Lecrín er en kommune i det sydøstlige Spanien i provinsen Granada. Den har et indbyggertal på 2.268 (2024) indbyggere.